# Бурыгин, Вениамин Петрович
Вениамин Петрович Бурыгин (17 сентября 1932 — 19 февраля 2004) — советский и российский поэт-песенник, певец, артист Государственного Волжского народного хора, исполнитель русских народных песен.

## Биография
Родился 17 сентября 1932 г. в селе Шепелевка Турковского района Нижневолжского края в многодетной крестьянской семье.
По окончании 7-летней школы Вениамин поступил в Саратовский индустриальный техникум. Во время учёбы в техникуме Вениамин стал активно участвовать в художественной самодеятельности, играя на саратовской гармони. В октябре 1951 года ансамбль саратовских гармонистов при Доме культуры трудовых резервов, в котором играл Бурыгин, был приглашён в Москву на Всесоюзный смотр художественной самодеятельности. Бурыгин участвовал в заключительном концерте смотра, состоявшемся в Большом театре. Зрителями концерта были Сталин, Будённый, Ворошилов, другие представители советского политического руководства. Выступление Бурыгина понравилось Сталину, после концерта Бурыгин получил премию: деньги на покупку саратовской гармошки. Согласно легенде, выступление Бурыгина подвинуло Сталина на решение об открытии Волжского народного хора в Куйбышеве.
В июне 1952 г. Совет Министров РСФСР принял решение об открытии в Куйбышеве Волжского народного хора, сотрудником которого стал Бурыгин. В первые годы хор давал до восемнадцати плановых концертов в месяц, играл на гармошке, жалейке, пел в хоре, танцевал, вёл концерты и сочинял песни. В Волжском хоре Бурыгин познакомился со своей женой — Валентиной Михайловой.
В конце 1980-х годов В. Бурыгин выступал в качестве актёра на сцене Самарского театра драмы в спектакле «Братья Карамазовы», где он играл на саратовской гармошке.

## Автор песен
Авторству Вениамина Бурыгина принадлежит несколько сотен песен, около сотни из них написано в соавторстве с Григорием Пономаренко, которого он считал своим учителем. Также на его стихи писали музыку композиторы Вано Мурадели, Михаил Чумаков, Г. Векшин, А. Савельев, А. Сосновский, В. Завидов, Ю. Банковский.
Наиболее известные песни:
- «Величальная строителям ГЭС» — первая песня Бурыгина, посвящена запуску в эксплуатацию Волжской ГЭС им. Ленина.
- «Ой ты, Волга — край морской» (1954)
- «Гармонь певучая»
- «Волгари поют»
- «Пораскинулись русские степи»
- «Эх, Волга-речка, не боли, сердечко»
- «Расцвела под окошком белоснежная вишня» (музыка Михаила Чумакова)
- «Девчонка гадала» (музыка Г. Масловой)[2]

## Память
В 2005 году в память о Бурыгине в Самаре песенный фестиваль получил название «Расцвела под окошком белоснежная вишня» — по строчке из самой известной песни Бурыгина.